# 山阳女子短期大学
山阳女子短期大学（日语：／ San-yo Joshi Tanki Daigaku *），简称山女，是一所位于日本广岛县廿日市市的私立短期大学。

## 概要

### 简介
- 学校最早可以追溯到1929年[1][2]。短期大学为于1963年开办[2]、由学校法人山阳女学园经营[3]。「爱·优·辉」为学园训[2]

### 历史
- 1963年 山阳女子短期大学成立并同时设置一个学科即家政科[2]。
- 1965年 日文科成立[3]。
- 1966年 食物营养科成立[2]。
- 1991年 两个学科改名为、以下列举[2]。
  - 家政科→生活学科（改编为人类生活学科于1999年）
  - 食物营养科→食物营养学科
- 1997年 日文科改名为日语日本文学科（以后招生到于1999年、停办于2001年）[3]。
- 2007年 临床检查学科成立[2]。
- 2010年 成立于专科。开始招収学生从2012年[2][4]。

### 宪章
- 请参看山阳女子短期大学的标志 （页面存档备份，存于） （日語） 2014年5月6日阅览。

## 学校环境
- 校区：在广岛县廿日市市

## 交通
- 广岛电铁宫岛线山阳女子大前站下车。

## 历任校长
- 石田米子：第一代短期大学校长[5]。
- 石永正隆：现在短期大学校长[6]

## 组织

### 学科
- 人类生活学科
- 食物栄养学科：有两个课程即｢营养管理｣和｢营养调理｣
- 临床检查学科

### 前学科
| - 日语日本文学科 |

### 专科
| - 诊疗信息管理专攻 |

### 业余课程
| - 没有 |

## 对外交流
- 昆士兰大学，澳大利亚

## 活动
- 体育系：剑道、柔道
- 文化系：华道、茶道、戏剧

### 附属学校
- 山阳女子短期大学附属幼儿园：成立于1968年[2]

## 相关链接
- 日本短期大学列表